# Dansk Militært Idrætsforbund
Dansk Militært Idrætsforbund;  forkortet DMI er oprettet den 23. november 1918 og og er en sammenslutning af idrætsforeninger i Forsvaret  og Hjemmeværnet. Forbundet består af 43 forbundsforeninger med ca. 14.400  medlemmer (pr. januar 2022) .

## Formål
DMI har til formål at fremme interessen for den frivillige idræt inden for Forsvaret ved blandt andet at:
- understøtte medlemsforeningerne i deres arbejde for idrætssagen
- udarbejde regler for militæridræt og konkurrencer heri,
- virke for afholdelse af idrætskonkurrencer/-stævner inden for Forsvaret
- udskrive og afholde de danmarksmesterskaber, hvis arrangement Danmarks Idræts-Forbund (DIF) har overdraget til DMI

DMI's idrætsvirksomhed har tre dimensioner:
- idræt i bredden - de mange forskelligartede idrætter for alle, uanset alder,køn eller fysik ¨
- eliteidræt - DIF mesterskaber, herunder forbundets landshold
- idræt i længden - idræt gennem hele livet

## Organisation
Forbundet har siden sin oprettelse været medlem af Danmarks Idrætsforbund (DIF), hvor det er registreret som såvel tværgående idrætsforbund, som specialforbund, hvilket kommer til udtryk ved DMI's virke med afholdelse af DIF Danmarksmesterskaber i biathlon orientering, feltsport og militær femkamp og ved gennemførelse af DMI forbundsmesterskaber. 
Dansk Militært Idrætsforbund er en selvstændig idrætsorganisation - uafhængig af Forsvaret - men nært forbundet hermed. Forbundets hjemsted er København.
DMI anliggender varetages og ledes af:
- Repræsentantskabet  Generalsekretær: Bitten Vesterlund  Vicegeneralsekretær: Jan N. Vesthede
- Bestyrelsen Formand: Susanne Kiholm Lund